# Tohi de Schlegel
Arremon schlegeli
Espèce
Statut de conservation UICN

 LC  : Préoccupation mineure
Le Tohi de Schlegel (Arremon schlegeli) est une espèce de passereau appartenant à la famille des Passerellidae.

## Nomenclature
Son nom commémore l'herpétologiste et ornithologue allemand Hermann Schlegel (1804-1884).

## Sous-espèces
D'après Alan P. Peterson, il existe les trois sous-espèces suivantes :
- Arremon schlegeli canidorsum  Zimmer 1941
- Arremon schlegeli fratruelis  Wetmore 1946
- Arremon schlegeli schlegeli  Bonaparte 1850

## Répartition
Il se rencontre en Amérique du Sud (Colombie et Venezuela).